# Stadion Miejski im. 70-lecia Odzyskania Niepodległości w Dębicy
Stadion Miejski im. 70-lecia Odzyskania Niepodległości – stadion piłkarski w Dębicy, w Polsce. Został otwarty 11 listopada 1988 roku. Może pomieścić 12 000 widzów. Na stadionie swoje spotkania rozgrywają piłkarze klubu Igloopol Dębica.

## Historia
Piłkarze powstałego w 1978 roku Igloopolu Dębica początkowo swoje spotkania rozgrywali na starym obiekcie klubu, mogącym pomieścić 5000 widzów. W 1983 roku klub ten, wspierany przez kombinat rolno-przemysłowy Igloopol, po raz pierwszy awansował do II ligi i utrzymywał się w niej przez następne sezony. Niedaleko starego boiska wybudowano więc nowy kompleks sportowy, który w założeniu miał się stać Ośrodkiem Przygotowań Olimpijskich. Otwarcie obiektu miało miejsce 11 listopada 1988 roku. Obok stadionu piłkarskiego powstał również stadion lekkoatletyczny, zespół krytych basenów, kryte lodowisko oraz korty tenisowe. Główny stadion miał typowo piłkarski układ, z trybunami w kształcie niedomkniętego prostokąta, otaczającymi boisko z trzech stron. Od strony południowo-zachodniej, za linią boczną boiska pozostawiono otwartą przestrzeń (znajdują się tam małe boiska treningowe), w której w założeniu miała powstać trybuna główna, podobna do tej jaka istniała wówczas na stadionie Stali Mielec. Pojemność stadionu wynosiła 12 000 widzów, a docelowo miał on pomieścić 30 000 widzów. Centralna część trybuny północno-wschodniej była zadaszona. Planowano także zainstalować na obiekcie sztuczne oświetlenie, powstał nawet projekt i dowieziono konstrukcje, ale trudna sytuacja finansowa nie pozwoliła na dokończenie instalacji jupiterów. Zmiany ustrojowe doprowadziły do upadku sponsorującego klub kombinatu, a to z kolei do spadku znaczenia klubu i braku inwestycji w stadion, który z czasem zaczął też powoli niszczeć.
W momencie powstania obiektu piłkarze Igloopolu Dębica występowali w II lidze, a w roku 1990 wywalczyli historyczny awans do I ligi. Pobyt zespołu na najwyższym szczeblu krajowych rozgrywek piłkarskich trwał przez dwa sezony (w sezonie 1990/1991 klub uplasował się na 12. miejscu w tabeli z dorobkiem 7 zwycięstw, 12 remisów i 11 przegranych; w sezonie 1991/1992 zajął ostatnie miejsce w tabeli po wygraniu 2 spotkań, 7 remisach i 25 porażkach). Po zajęciu ostatniego miejsca w tabeli w 1992 roku drużyna spadła do II ligi, a po kolejnym sezonie, do III ligi, by po następnych dwóch sezonach spaść o jeszcze jeden szczebel niżej. Wkrótce zawieszono działalność drużyny seniorów, by reaktywować ją ponownie na początku XXI wieku.
Do szczególnych spotkań na obiekcie Igloopolu zaliczają się mecze gospodarzy z Wisłoką, określane jako Derby Dębicy.